# 津野神社 (高島市)
津野神社（つのうじんじゃ）は、滋賀県高島市にある神社である。

## 歴史
創建の年代は不詳である。高島市の津野神社は今津町に2か所あり、今津町北仰と今津町角川にある津野神社はいずれも延喜式神名帳にある近江国高島郡津野神社の後裔社とされる。

### 今津町北仰
紀角宿禰神の6世の孫、角臣来子宿彌によって勧請されたと伝えられる。津野郷および河上郷の惣社。戦国時代には兵火により社殿が焼失したが、宝永元年（1704年）に再建された。明治14年（1881年）に郷社となる。角凝魂神および紀角宿禰神を主祭神とし、武内大臣（武内宿禰）を配祀する。

### 今津町角川
今津町北仰の津野神社と同様に戦国時代には兵火により社殿が焼失している。明治9年（1876年）に村社となる。大国主命および武内宿禰を祭神とする。

## 境内社
- 今津町北仰:田部神社（大国主大神）、稲荷社（倉稲魂命、大田命、大宮姫命）、厳島社（市杵島姫命、田心比売命）、北野社（菅原道真公）
  - 田部神社は延喜式神名帳にある近江国高島郡鎮座の田部神社の論社
- 今津町角川:山王大宮